# Garcinia hombroniana
Garcinia hombroniana är en tvåhjärtbladig växtart som beskrevs av Jean Baptiste Louis Pierre. Garcinia hombroniana ingår i släktet Garcinia och familjen Clusiaceae. Inga underarter finns listade i Catalogue of Life.

## Bildgalleri

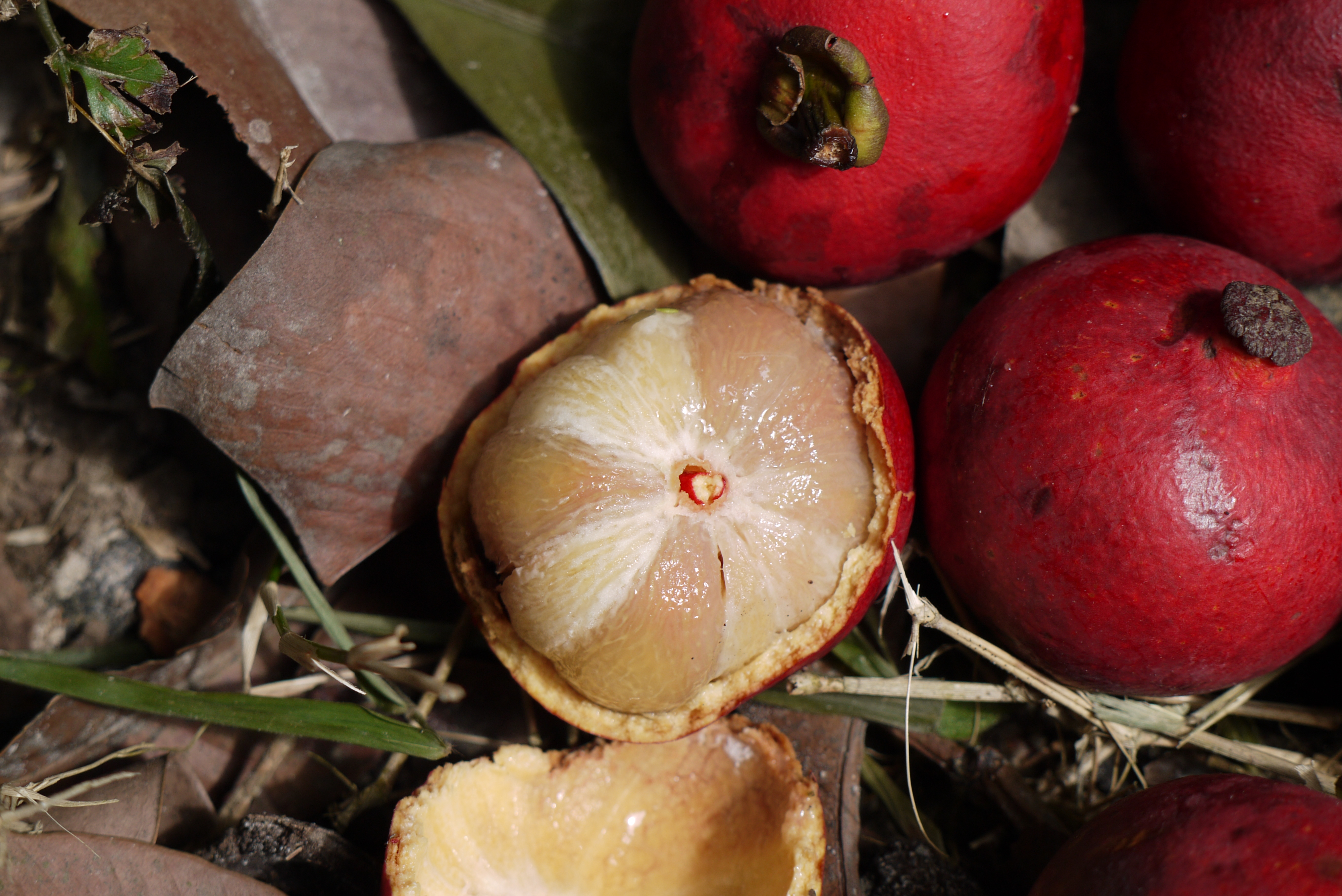
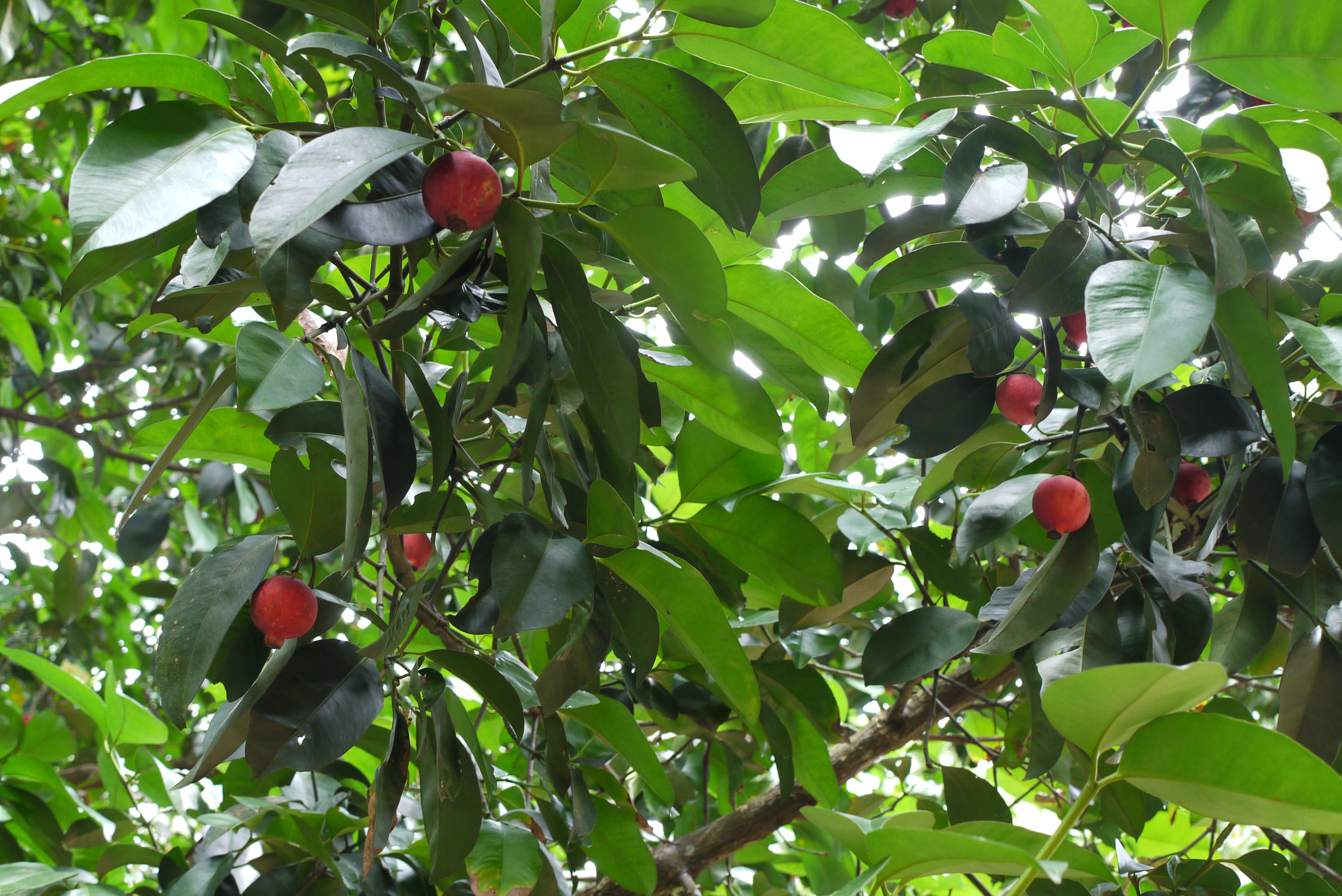
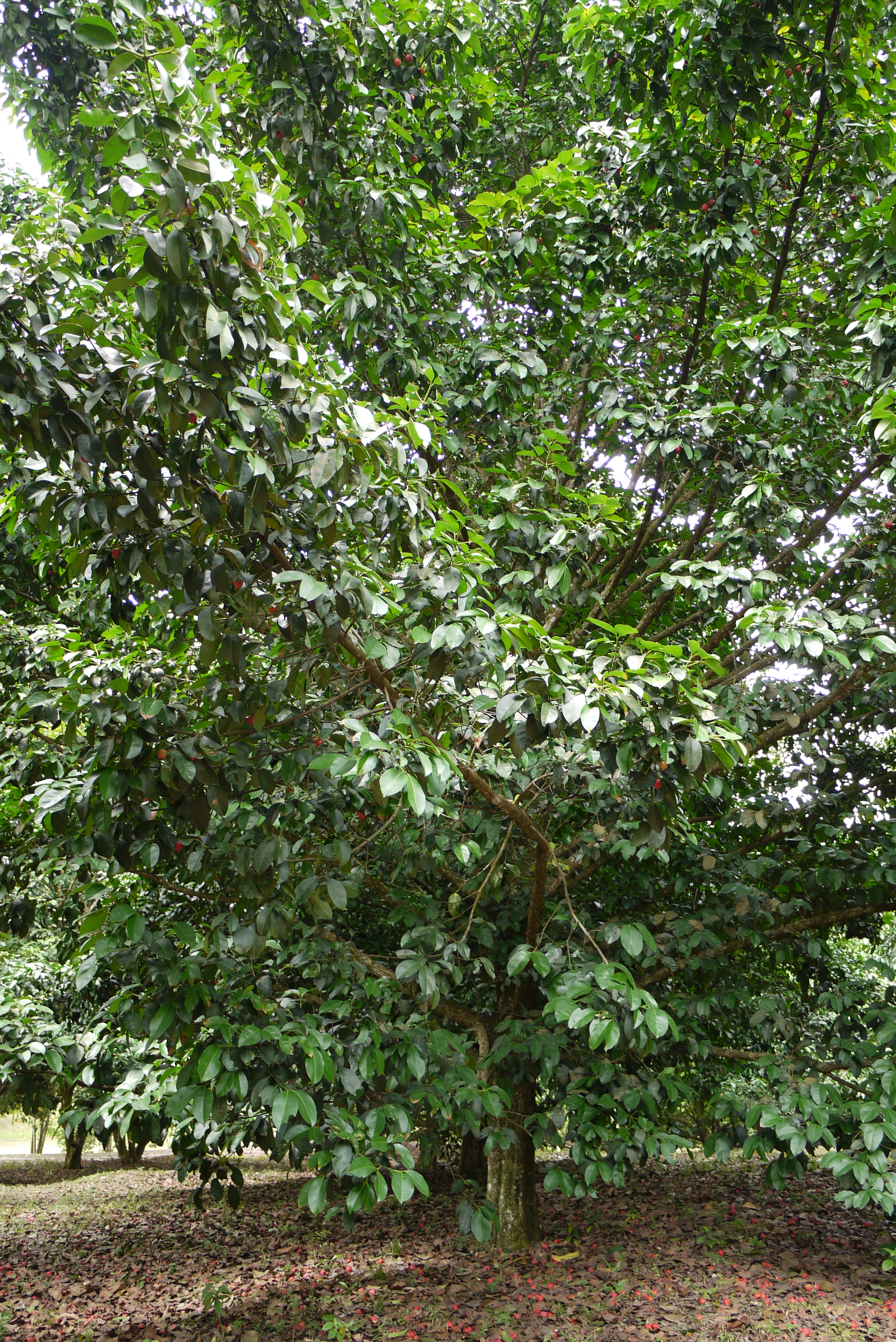